# 若い狼
『若い狼』（わかいおおかみ）は、1961年製作公開の日本映画。恩地日出夫のオリジナル脚本による第1回監督作。モノクロ、東宝スコープ、上映時間83分。

## 概要
少年院を出所した川本信夫は東京へ出てきた。幼なじみの道子と再会するが道子はすっかり変わっていた。
信夫は更生しようともがくが柏会と対立する白狼会に入ってしまう。
恩地日出夫は1955年東宝入社、多くの監督の下で助監督を経験するが一番多かったのは堀川弘通
である。堀川監督は助監督の意見を取り入れるタイプで恩地日出夫も積極的に意見を出していた。
デビュー作の編集では堀川弘通にかなり直されたという。

## 出演
- 川本信夫 - 夏木陽介
- 広瀬道子 - 星由里子
- 坂田喬	- 西村晃
- 桜井光二 - 田中邦衛
- 川本好子 - 菅井きん
- 福井桂一郎 - 鈴木和夫
- 有沢芳男 - 飯田紀美夫
- 大木広	- 中丸忠雄
- 北野次郎 - 小栗一也
- 北野の妻 - 一の宮あつ子
- 木島 - 織田政雄
- 吉村 - 佐田豊
- おかみさん - 中村美代子
- 広瀬三郎 - 小林政忠
- 広瀬たね - 三田照子
- 少年院の院長 - 松村達雄

## スタッフ
- 製作 -	金子正且
- 脚本・監督 - 恩地日出夫
- 撮影 -	逢沢譲
- 音楽 -	間宮芳生
- 美術 -	竹中和雄
- 録音 -	斎藤昭
- 整音 -	宮崎正信
- 照明 -	森弘充
- 監督助手 - 森谷司郎

## 参照
友の会機関紙「東宝映画」1961年5月